# Bosque de Tuchola

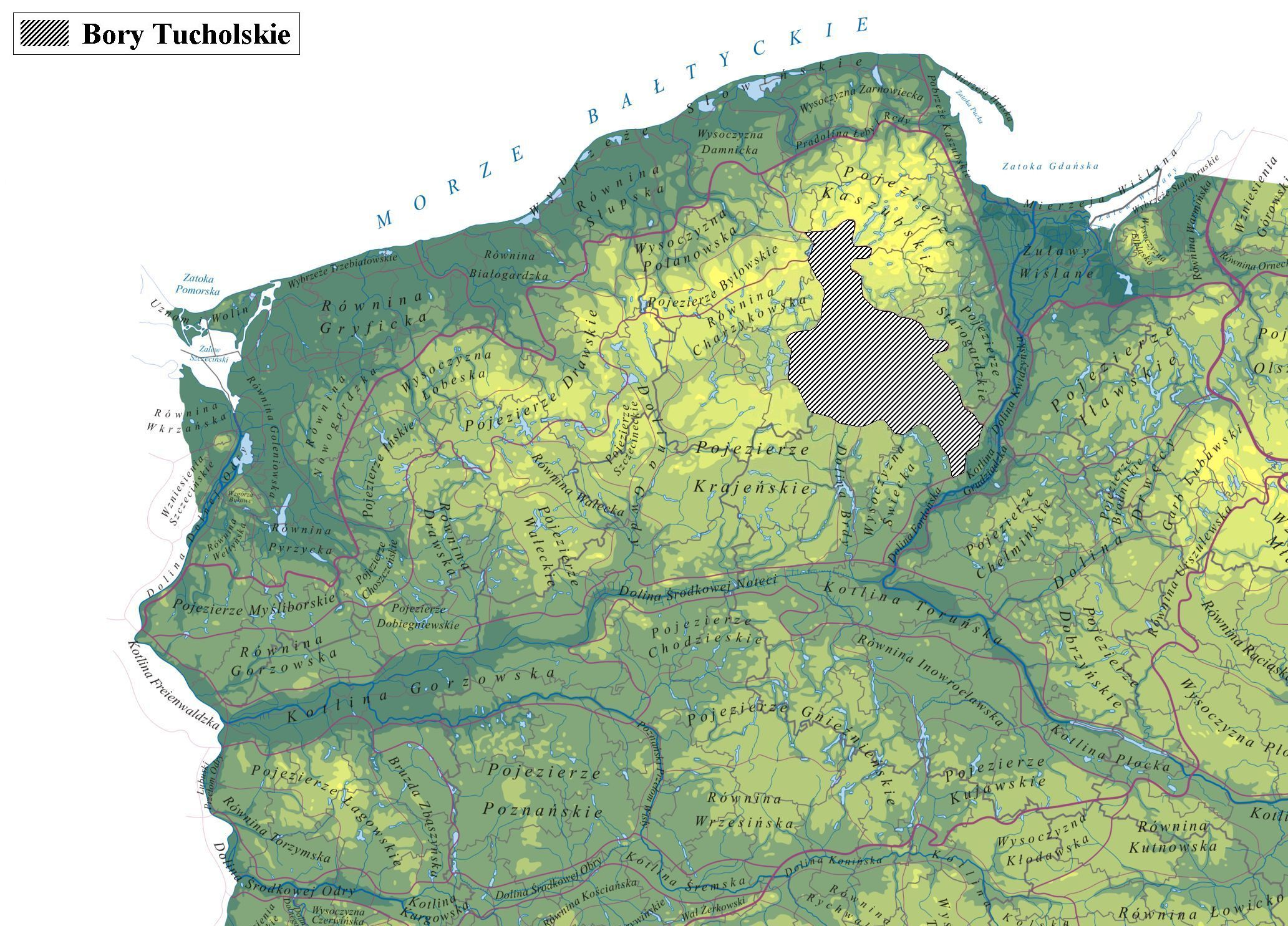
Situación en el norte de Polonia.

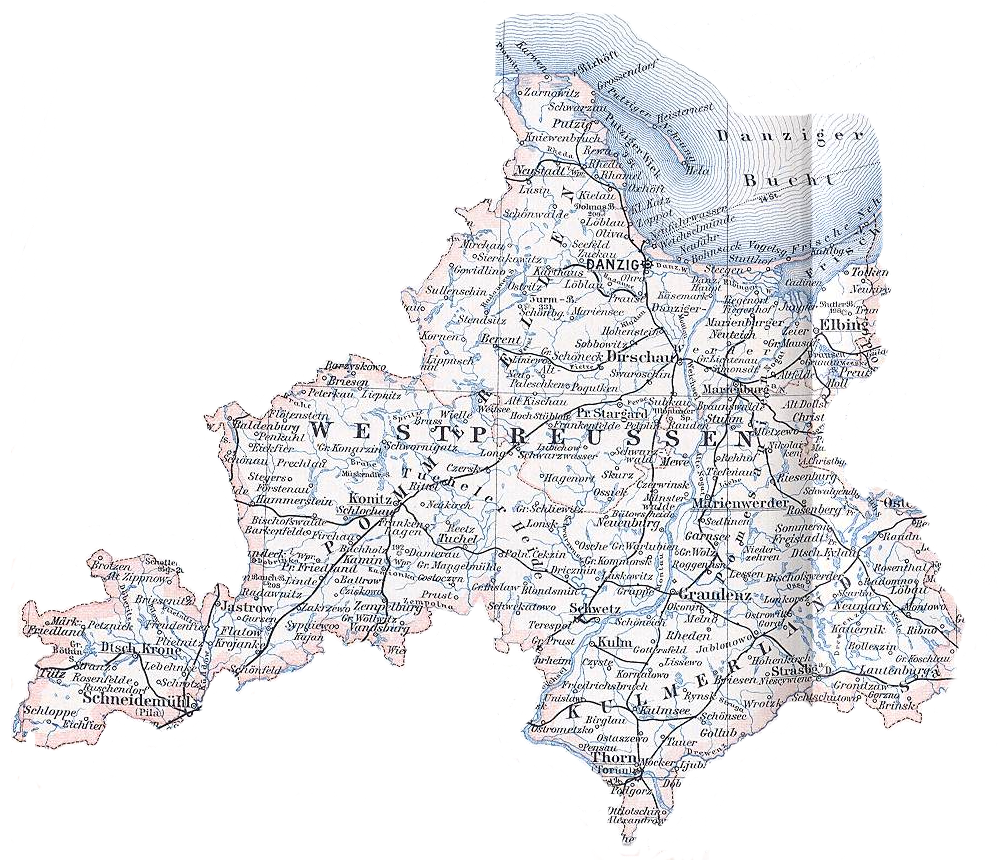
Tuecheler Heide en un mapa alemán de la provincia de Prusia Occidental, 1896

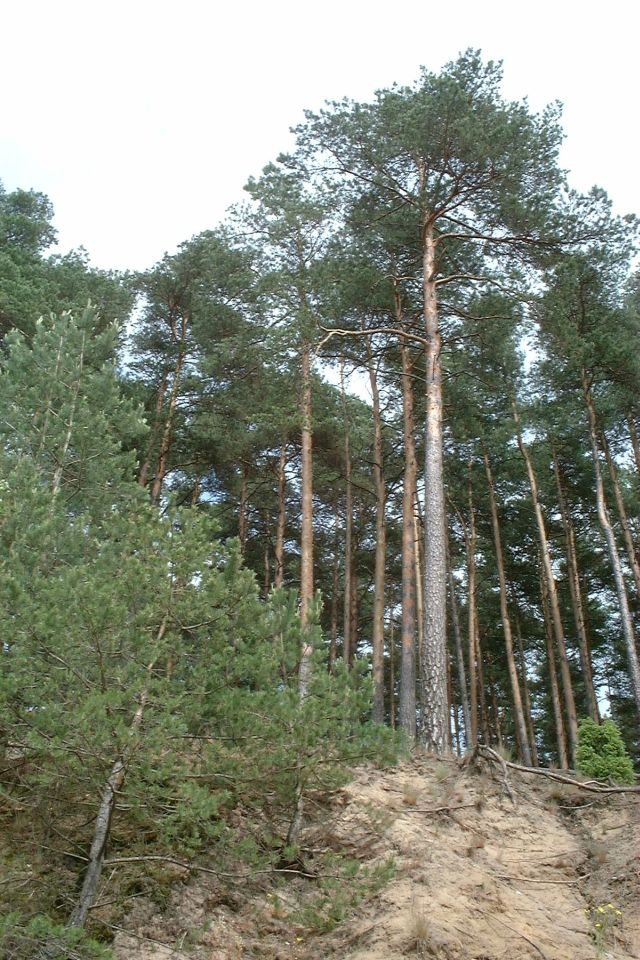
Árboles en el parque nacional.

El bosque de Tuchola (en polaco: Bory Tucholskie; casubio, Tëchòlsczé Bòrë; en alemán: Tuchler o Tucheler Heide) es un gran bosque cerca de la ciudad de Tuchola (Tuchel) en el norte de Polonia, y se encuentra entre los ríos Brda y Wda. Se encuentra en la parte noroccidental de la región de Pomerania Central, alrededor de 50 km al suroeste de la ciudad de Gdansk en la costa del mar Báltico. 

## Paisaje
El área se formó durante la última era glaciar y se encuentra cubierta por colinas bajas y más de 900 lagos post-glaciares. Con 1.200 km² de denso bosque de pícea y pino, la zona es uno de los bosques más grandes de Polonia y Europa Central. Desde 1996 parte de la zona ha sido designada como parque nacional del Bosque de Tuchola, con una extensión de 46,13 km². Aproximadamente el 30% de la zona está habitada por el pueblo kociewiacy.
Las mayores ciudades de la zona son Czersk y Tuchola.

## Historia
Durante la época del Imperio alemán, Truppenübungsplatz Gruppe (hoy Grupa) fue un área de ejercicios militares en el que se llevaba a cabo investigación médica, lo que llevó a la publicación del nombre en artículos científicos de principios del siglo XX. Durante la Primera Guerra Mundial, el doctor pacifista Georg Friedrich Nicolai fue exiliado de Berlín y confinado a esta zona remota. Luego se cedió, en 1919 a Polonia, como resultado del Tratado de Versalles.
En 1939, durante la invasión de Polonia al comienzo de la Segunda Guerra Mundial, se luchó aquí la gran batalla del Bosque de Tuchola. Pronto, lo que anteriormente era una zona de entrenamientos militares, fue ocupada de nuevo por tropas alemanas, y la llamaron Truppenübungsplatz Westpreußen, o por su nombre en clave, Heidekraut.
Entre agosto de 1944 y enero de 1945, tropas SS bajo Hans Kammler y Walter Dornberger llevaron a cabo ensayos de los misiles A-4 (Cohetes V-2), después de que el lugar de pruebas cerca de Blizna fue descubierto por el Armia Krajowa ("Ejército del país") y luego bombardeado por los Aliados. Se dispararon aproximadamente 107 misiles, en dirección sur, con propósito de pruebas y entrenamientos. En enero de 1945 el lugar tivo que ser evacuado antes de que la ofensiva del Ejército Rojo recorriera la zona. 
Después de la Segunda Guerra Mundial el bosque fue un refugio seguro para muchos partisanos anti-comunistas, entre ellos Zygmunt Szendzielarz.
En 2010 el bosque de Tuchola ha sido designado como reserva de la biosfera por la Unesco. En esta zona, en su conjunto, viven 102.500 personas, 17.000 de ellas en la zona 2 de la reserva, la llamada "Zona Tampón".